# Manchester Boddy
 (janvier 2024).
Si vous disposez d'ouvrages ou d'articles de référence ou si vous connaissez des sites web de qualité traitant du thème abordé ici, merci de compléter l'article en donnant les références utiles à sa vérifiabilité et en les liant à la section « Notes et références ».
Elias Manchester Boddy (né le 1er novembre 1891 et mort le 12 mai 1967) est un éditeur de journaux américain. Sorti de la pauvreté, il devient l’éditeur d’un grand journal californien et se présente pour les élections au Congrès des États-Unis. Son domaine, le Descanso Gardens, est cédé au comté de Los Angeles en 1953 en tant que parc floral.

## Vie et éducation précoces
Boddy naît le 1er novembre 1891 dans une cabane en rondins sur une propriété du lac Tapps, dans l'État de Washington. On dit qu'il a marché huit kilomètres par jour pour se rendre à l'école et en revenir, et qu'il a ensuite fréquenté le Washington State College et l'université du Montana,.
[à développer]